# Brigadas Abdullah Azzam
Las Brigadas Abdullah Azzam (en árabe: كتائب عبد الله عزام‎), o Al-Qaeda en el Líbano, es una organización islamista sunita, y la rama de al-Qaeda en Líbano. El grupo, que empezó a operar en 2009, fue fundado por el terrorista Saleh Al-Qaraawi, teniendo redes en varios países,  principalmente en Egipto, Irak, Siria, Jordania, la Franja de Gaza y Líbano.
El nombre es en honor a  Abdullah Yusuf Azzam, un militante palestino desde Jordania y conocido organizador que estuvo entre los primeros árabes que se ofreció voluntario durante la yihad afgana contra las fuerzas soviéticas en Afganistán en la década de 1980. Se sabe que otras organizaciones terroristas no relacionadas utilizan el nombre "Brigadas Abdullah Azzam" como "nombre de conveniencia" para sus operaciones.
Después de las graves heridas que Al-Qaraawi recibió como resultado de un ataque con aviones no tripulados en Pakistán, y su posterior captura en Arabia Saudita por autoridades saudíes, el liderazgo del grupo fue asumido por Majid al-Majid, un saudí afiliado a Fatah al-Islam y al-Qaeda. Al-Majid se declaró líder y emir de las Brigadas Abdullah Azzam en junio de 2012, hasta su captura por las autoridades libanesas el 27 de diciembre de 2013 y su muerte por insuficiencia renal el 4 de enero de 2014. Al-Majid fue sucedido por Sirajuddin Zureiqat.

## Historia
Las Brigadas Abdallah Azzam fueron formadas por el miliciano saudí Saleh Al-Qaraawi, en 2009, como una rama más de al-Qaeda en Irak, aumentando su actividad de Medio Oriente. Qaraawi está en la lista de los 85 terroristas más buscados que emitió el Ministerio del Interior saudí en 2009. El grupo anunció formalmente su inicio en un video lanzado en julio de 2009 en la que se atribuyó la responsabilidad de un ataque con cohetes en febrero de 2009 contra Israel.
Después de los ataques del Batallón Ziad al Jarrah, una filial libanesa de las Brigadas Abdullah Azzam, se emitió un comunicado aclarando que el grupo operaba a mayor escala. El comunicado decía: "[Las Brigadas Abdullah Azzam] no están confinadas al Líbano, pero hay objetivos que nuestros fuegos alcanzarán, si Alá quiere, en un futuro próximo... las Brigadas están formadas por una serie de grupos que se distribuyen en numerosos lugares. ...y los grupos de 'Ziad al-Jarrah' en Líbano son solo algunos de nuestros grupos, y nos apresuramos a crear estos grupos y los anunciamos debido a la urgencia de la batalla con los judíos y la prioridad de la iniciativa en el tiempo y lugar, pero el resto de los grupos están fuera de Líbano".
En una entrevista con Al Jazeera en agosto de 2010, un experto yemení en movimientos islámicos afirmó que aunque los actos violentos habían sido reivindicados por grupos que utilizaban a Abdullah Azzam en su nombre, fue solo en 2009, después de la Guerra de Gaza, que la organización de las Brigadas Abdullah Azzam fue establecido

### Ramas
Las Brigadas Abdullah Azzam tienen sucursales activas en varios países:
La rama libanesa ha utilizado el nombre de Batallón Ziad al Jarrah, y lleva el nombre del secuestrador libanés del 9/11, Ziad al Jarrah, que participó en el secuestro y accidente del vuelo 93 de United.
La rama de las Brigadas Abdullah Azzam en la Península arábiga se autodenomina Batallones Yusuf al-'Uyayri, en honor a Yusef al-Ayeri, el fundador asesinado de Al Qaeda en Arabia Saudita.
En la Franja de Gaza, el grupo había utilizado el nombre de división Marwan Haddad de las Brigadas Abdullah Azzam en el Levante. El 10 de abril de 2011, un grupo de Gaza reivindicó el lanzamiento de un misil Grad contra la ciudad israelí de Ashkelon y otros dos proyectiles contra la base militar de Zikim. El grupo dijo en un comunicado que "las operaciones continuarán hasta que se libere la tierra palestina y se levante la bandera Tawhid".

### Nombres alternos
El nombre ha sido utilizado por otras organizaciones no relacionadas como un nombre de conveniencia en varias operaciones y en varios países. El grupo ha utilizado varios alias, incluidos:
- Brigadas Mártir Abdullah Azzam / Brigadas Abdullah Azzam Shaheed / Kataeb Shuhada' Abdullah Azzam
- Al-Qaeda en el Líbano
- Brigadas Abdullah Azzam de la Tierra de Al-Sham
- Al-Qaeda en el Levante / Al-Qaeda en el Levante y Egipto / Al-Qaeda en Siria y Egipto
- Organización Al-Qa'idah – La Tierra de Al-Sham y Al-Kinanah / Tanzim al-Qaida fi Bilad ash-Sham wa Ard al-Kinanah
- El Harakat Shabaab al-Mujahidin

##### Egipto
Incluso antes de la formación real de la organización en 2009, un grupo que se autodenominaba Brigadas Abdullah Azzam llevó a cabo ataques devastadores en 2004 en los atentados del Sinaí y en 2005 en los atentados de Sharm el-Sheikh.
- El 7 de octubre de 2004, el centro turístico egipcio de Taba en la península del Sinaí fue objeto de tres ataques terroristas contra un hotel y dos campamentos turísticos. El atentado de Hilton Taba mató a 31 personas e hirió a otras 159. Diez pisos del hotel colapsaron luego de la explosión.[13] Dos campamentos utilizados por israelíes en Ras al-Shitan, cerca de Nuweiba, también fueron atacados, matando a dos israelíes y un egipcio. Otros doce resultaron heridos. Los atentados fueron reivindicados por un grupo desconocido llamado Brigadas Abdullah Azzam. Según las autoridades egipcias, se trataba de una tapadera del autor intelectual de los atentados, el palestino Iyad Saleh. Él y uno de sus ayudantes, Suleiman Ahmed Saleh Flayfil, murieron en la explosión del Hilton, aparentemente porque el temporizador de la bomba se había agotado demasiado rápido.[14] Tres egipcios, Younes Mohammed Mahmoud, Osama al-Nakhlawi y Mohammed Jaez Sabbah, fueron condenados a muerte en noviembre de 2006 por su papel en la explosión. Según los investigadores, no hubo un vínculo fuerte con Al Qaeda en las explosiones.[15]
- El 23 de julio de 2005, el complejo egipcio de Sharm el-Sheij fue objeto de una serie de atentados que mató a 88 personas, la mayoría de ellos egipcios, y más de 200 resultaron heridos, lo que lo convierte en el terrorista más mortífero. acción en la historia moderna de Egipto. Un grupo autodenominado Brigadas Abdullah Azzam fue el primero en reivindicar la responsabilidad de los ataques. En un sitio web, el grupo declaró que "guerreros santos atacaron el hotel Ghazala Gardens y el Mercado Viejo en Sharm el-Sheikh" y afirmó que tiene vínculos con Al-Qaeda.[16] El gobierno egipcio dijo que los atacantes eran en realidad militantes beduinos del mismo grupo que llevó a cabo los atentados de Taba un año antes.[17] Los sospechosos arrestados afirmaron haber sido motivados por la Guerra en Irak.[18]

##### Jordan
En 2005, , nuevamente mucho antes de la formación oficial de la organización, su nombre apareció en relación con una serie de ataques con cohetes desde Jordania. Varios cohetes Katyusha fueron disparados desde dentro del territorio jordano, algunos impactaron cerca del Aeropuerto de Eilat y otros dos impactaron muy cerca de dos barcos de la Marina de los Estados Unidos atracados en Aqaba, el USS Kearsarge (LHD-3), y el USS Ashland (LSD-48). Un grupo vinculado con al-Qaeda afirmó haber realizado ese ataque. Uno de los cohetes alcanzó un hospital militar jordano y mató a un soldado jordano. Se considera que el ataque fue perpetrado por la al-Zarqawi rama de Al Qaeda. Una autodenominada Brigada Abdullah Azzam también se atribuyó la responsabilidad.

##### Pakistán
Fedayeen al-Islam, un pequeño grupo afiliado al Movimiento de los Talibanes Pakistaníes, se atribuyó la responsabilidad del atentado con bomba contra el hotel Pearl Continental Un portavoz del grupo, Amir Muawiya, telefoneó a los medios de comunicación atribuyéndose la responsabilidad del ataque y prometió que se avecinaban más ataques. Dijo además que el bombardeo fue en represalia por las operaciones del ejército de Pakistán en Valle del Swat y Malakand división de la Provincia de la Frontera Noroeste y las áreas tribales de Darra Adam Khel y Agencia Orakzai. Sin embargo, el 11 de junio de 2009, un grupo previamente desconocido que se autodenominaba Brigada Abdullah Azzam Shaheed se atribuyó la responsabilidad del ataque y dijo que el ataque fue en respuesta a los ataques de las fuerzas militares paquistaníes contra los insurgentes talibanes en el valle de Swat. El 8 de diciembre, el jefe de la Comisión de Derechos Humanos de Pakistán (HRCP), Zarteef Khan Afridi (había estado trabajando con líderes tribales para tratar de pacificar la región) fue asesinado a tiros por militantes armados en Jamrud, Khyber. La Brigada Abdullah Azam reivindicó el asesinato.
El 24 de febrero de 2012, este presunto grupo equipado con terroristas suicidas se inmoló en un ataque a una estación de policía "División C" en el corazón de Peshawar. Según testigos, el total de atacantes fue de más de 10, armados con granadas de mano y armas automáticas de última tecnología nunca antes utilizadas. Dos policías paquistaníes murieron y otros seis resultaron heridos. La Brigada Abdullah Azzam se atribuyó la autoría del ataque. El portavoz Abu Zarar Said, hablando desde un lugar desconocido, dijo que el ataque fue una reacción al asesinato de un importante líder militante, Badar Mansoor, en un ataque con drones en Waziristán. Meses después, militantes tendieron una emboscada a un camión de suministros de la Organización del Tratado del Atlántico Norte (OTAN) en Jamrud, Agencia Khyber. El conductor murió y otro civil resultó herido en el ataque. Las Brigadas Abdullah Azzam se atribuyeron la responsabilidad del ataque y amenazaron con más ataques contra los conductores que proporcionaban suministros a la OTAN. El 16 de enero, dispositivo explosivo estalla en un Fuerzas de Khasadar puesto de control en el área de Sadokhel, Landi Kotal, Áreas tribales administradas federalmente, Pakistán. Al menos un oficial de Khasadar murió y otro resultó herido, y las Brigadas Abdullah Azzam se atribuyeron la responsabilidad del ataque.

##### Golfo Pérsico
También hay otras operaciones reivindicadas por las Brigadas, pero hay fuertes dudas sobre si realmente estuvieron involucradas. Por ejemplo, el 3 de agosto de 2010, un hombre que afirmó ser portavoz de la brigada hizo una declaración en video de que las Brigadas estaban involucradas en el ataque al petrolero japonés M. Star en el Estrecho de Ormuz en julio de 2010. Pero muchos analistas se muestran escépticos sobre la afirmación de que fueron las Brigadas Abdullah Azzam. Un corresponsal de BBC afirmó que los perpetradores estaban usando el nombre como un "nombre de conveniencia".

##### Siria
El grupo negó toda participación en el ataque suicida del 23 de diciembre de 2011 en la capital siria en el que murieron 40 personas. El grupo terrorista acusó al gobierno sirio de intentar desviar la atención de su brutal represión contra los manifestantes que ha matado a más de 5.000 personas. En una declaración publicada en sitios web yihadistas el 27 de diciembre de 2011, las Brigadas Abdullah Azzam negaron su responsabilidad en los ataques suicidas.
En una declaración emitida por el emir del grupo, Majid bin Muhammad al-Majid, en junio de 2012, el grupo reconoció su lucha contra las fuerzas del presidente Bashar al Assad en la Guerra Civil Siria. Majid recomendó que los rebeldes eviten el uso de coches bomba y cinturones bomba dentro de las ciudades por temor a dañar y alienar a los civiles sirios. Este consejo contrasta con las acciones de otro Yihadista salafista activo en la Guerra Civil Siria, el Frente Al-Nusra.

##### Líbano
Un dispositivo improvisado explota fuera del cuartel del ejército de Fakhereddine en Beirut, dejando a un soldado herido. Un hombre que decía ser miembro de Al-Qaida llamó al periódico libanés Al Balad y se atribuyó la responsabilidad del ataque antes y después de las explosiones.
Durante 2013, el grupo inicia una serie de ataques en 2013. El 19 de noviembre de 2013, la Brigada se atribuyó la responsabilidad de un doble atentado suicida frente a la embajada iraní en Beirut, que mató al menos a 23 personas e hirió a más de 140. El grupo dijo que el bombardeo fue una represalia por el apoyo iraní a Hezbolá, que lucha del lado del gobierno sirio en la actual guerra civil siria, y advirtió sobre nuevos ataques si el gobierno de Irán no accede. El 23 de diciembre, las Brigadas Abdullah Azzam reclamaron un ataque con cohetes en Hermel, Líbano.
Durante las primeras semanas de 2014, Abdullah Azzam reivindicó una serie de ataques con cohetes en el sur del Líbano. El 19 de febrero de 2014, la brigada llevó a cabo un ataque contra el Centro Cultural Iraní en el suburbio de Bir-Hasan, al sur de Beirut, matando a 11 e hiriendo a 130, su motivo fue el apoyo a Irán en la guerra de Siria. Tres días después, un coche bomba estalla en un puesto de control del ejército libanés en el puente Al-Assi a la entrada de la ciudad de Hermel, Gobernación de Becá. Además del atacante, dos soldados y un civil murieron y al menos 15 personas resultaron heridas. Las autoridades responsabilizaron a las Brigadas Abdullah Azzam o al Frente Al-Nusrah por el ataque. Después de este ataque, el grupo continuó con sus ataques con cohetes contra ciudades israelíes.
Arresto y muerte de Majid al-Majid

El 27 de diciembre de 2013, las autoridades libanesas capturaron a Majid bin Mohammad al-Majid, el líder saudí del grupo. Al-Majid se había sometido a un tratamiento renal en el hospital Makased en Beirut. El hospital lo había dado de alta y, según los informes, se había escondido en un campo de refugiados palestinos de Ain al-Hilweh, cerca de Saida. Presuntamente trató de mudarse a otro lugar para recibir más tratamiento médico, pero fue capturado por el ejército libanés en la carretera Beirut-Damasco.
El 3 de enero de 2014, las pruebas de ADN confirmaron que el hombre detenido por la inteligencia del ejército libanés es Majid al-Majid, jefe de las Brigadas Abdullah Azzam.
Las muestras de ADN pertenecientes a familiares de Majid en Arabia Saudita coincidían con las del sospechoso que permaneció bajo custodia de las Fuerzas Armadas Libanesas, informó la Agencia Nacional de Noticias del estado de Líbano. El 4 de enero, Majid murió de insuficiencia renal en un hospital militar en Beirut.

Reacciones

- Irán, Mohammad Yavad Zarif, el ministro de Relaciones Exteriores de Irán, agradeció al Gobierno del Líbano por el arresto de Al-Majid y solicitó información sobre las investigaciones de las autoridades libanesas con Al-Majid sobre el atentado con bomba en la embajada iraní.[63]
- Arabia Saudita Arabia Saudita Adnan Mansour, canciller de Arabia Saudita, rechazó una solicitud del Gobierno de Irán para participar en la investigación de Majed al-Majed.[64] Las Brigadas Abdullah Azzam dijeron que su lucha continuará, con o sin su líder..[65]

## Inscripción como organización terrorista
Las Brigadas Abdullah Azzam han sido designadas como organización terrorista por las Naciones Unidas, Baréin, Irak, Nueva Zelanda, los Emiratos Árabes Unidos, el Reino Unido,los Estados Unidos Unidos, Canadá,  e Israel.